# Fernand Luickx
Fernand Luickx (* 1932 als Fernand Carolus M. Luickx; † 2007 in Brügge) war ein zeitgenössischer flämischer Künstler, der insbesondere durch seine Werke mit gesellschaftskritischem Hintergrund auffiel.

## Leben
Der Maler und Zeichner aus Brügge studierte dort an der Academy of Bruges (1944–1947), später künstlerische Geisteswissenschaften bei Camiel Van Walleghem, Henri Baert, Joseph Rijsman und Robert Vanhaecke (1975–1980). Neben Porträts, Stillleben und Aktzeichnungen galt seine Vorliebe Darstellungen aus dem täglichen Leben mit einem Touch ins Naive – zudem mit deutlichen Cartoon-Elementen – orientiert am Surrealismus und Realismus. Seine Themen beziehen sich oft auf eine Nostalgie der 1900er Jahre, geprägt durch seine geschichtsträchtige Heimatstadt.
1978 war er President Circle "Iris" in Sint-Kruis / Bruges. Er wirkte im belgischen Brügge / Sint-Kruis und hatte eine Werkstatt und Galerie in De Haan / Wenduine in der Delacenseriestraat.
Fernand Luickx war verheiratet mit Josée Demeulenaere, die in seinen zahlreichen Porträts einen großen Platz einnimmt. Luickx war zudem Berufsoffizier und Pilot der belgischen Luftwaffe. Er ist verzeichnet im Lexikon für Westflämische Bildende Künstler Band VI (Lexicon van Westvlaamse Beeldende Kunstenaars part 6" page 103).

## Künstlerisches Schaffen
Im Mittelpunkt seiner Arbeiten stand stets der Mensch. So beschäftigte er sich mit der belgischen Kultur und den dortigen Gegensätzen, die er in ausschweifenden Cartoons darstellte.
Er erhielt mehrere Auszeichnungen der Academie vor beeldende Kunsten der Stadt Brügge.

## Einzelausstellungen (Auswahl)
- 1982: Teilnahme an zahlreichen Ausstellungen in Belgien, z. B. im Casino Koksijde in den Jahren 1982, 1983 und 1984.
- 2007: Ostende zusammen mit Rita Kyndt, Ghislain Swimberge, Marcel Claeys, Mistral, Raymond de Badrihayé, Macha Welvaert, Jef Decorte und Janneke Neele
- 2012: De Haan Wenduine, Galerie
- 2016: Mülheim, Ruhr Gallery "Die Flämische Seele - de Vlaamse ziel"
- 2017: Galerie 456, Essen "Zeichnungen und Skizzen"
- 2018: Bergisch Gladbach, Kunstort Bensberg bei Köln (KBBK) "Karikaturen und gesellschaftskritische Malerei"

## Sammlungen
- Galerie an der Ruhr / Ruhr Gallery, Mülheim an der Ruhr